# Volvent
Volvent település Franciaországban, Drôme megyében. Lakosainak száma 36 fő (2022. január 1.). Volvent Aucelon, Brette, Chalancon, Jonchères és Saint-Nazaire-le-Désert községekkel határos.

## Népesség
A település népessége az elmúlt években az alábbi módon változott:
| Lakosok száma | 39   | 24   | 23   | 41   | 34   | 35   | 33   | 33   | 33   | 36   |
|               | 1968 | 1982 | 1990 | 2006 | 2013 | 2015 | 2017 | 2019 | 2020 | 2022 |